# Чхеидзе, Бидзина Ревазович
Бидзина Рева́зович Чхеи́дзе (11 июня 1951, Тбилиси, Грузинская ССР) — грузинский актёр, кинорежиссёр и сценарист.

## Биография
Родился 11 июня 1951 в Тбилиси Грузинской ССР в семье режиссёра Резо Чхеидзе.
В 1969—1973 учился на режиссёрском факультете Тбилисского театрального института.
В 1977 окончил режиссёрский факультет ВГИКа (мастерская С. Герасимова и Т. Макаровой).

## Фильмография

### Актёр
- 1969 — Ну и молодежь! — «Бетховен»
- 1983 — В холодильнике кто-то сидел — Мераб

### Режиссёр
- 1977 — Ящики
- 1977 — Заправщик
- 1982 — Дом Бернарды Альбы
- 1983 — Необыкновенный рейс
- 1985 — Господа авантюристы
- 1987 — Риварес
- 1989 — Сны между праздниками
- 1994 — Грантус

### Сценарист
- 1982 — Дом Бернарды Альбы
- 1994 — Грантус